# Amydria coloradella
Amydria coloradella är en fjärilsart som beskrevs av William George Dietz 1905. Amydria coloradella ingår i släktet Amydria och familjen Acrolophidae. Inga underarter finns listade i Catalogue of Life.